# Communauté de communes du Plateau de Montbazens
Die Communauté de communes du Plateau de Montbazens ist ein französischer Gemeindeverband mit der Rechtsform einer Communauté de communes im Département Aveyron in der Region Okzitanien. Sie wurde am 31. Dezember 1996 gegründet und umfasst 13 Gemeinden. Der Verwaltungssitz befindet sich im Ort Montbazens.

## Mitgliedsgemeinden
| Gemeinde                                        | Einwohner 1. Januar 2022 | Fläche km² | Dichte Einw./km² | Code INSEE | Postleitzahl |
| ----------------------------------------------- | ------------------------ | ---------- | ---------------- | ---------- | ------------ |
| Brandonnet                                      | 291                      | 12,22      | 24               | 12034      | 12350        |
| Compolibat                                      | 334                      | 17,04      | 20               | 12071      | 12350        |
| Drulhe                                          | 451                      | 18,03      | 25               | 12091      | 12350        |
| Galgan                                          | 367                      | 20,37      | 18               | 12108      | 12220        |
| Lanuéjouls                                      | 761                      | 12,00      | 63               | 12121      | 12350        |
| Les Albres                                      | 344                      | 15,22      | 23               | 12003      | 12220        |
| Lugan                                           | 359                      | 12,61      | 28               | 12134      | 12220        |
| Montbazens                                      | 1.444                    | 17,48      | 83               | 12148      | 12220        |
| Peyrusse-le-Roc                                 | 202                      | 13,81      | 15               | 12181      | 12220        |
| Privezac                                        | 342                      | 11,09      | 31               | 12191      | 12350        |
| Roussennac                                      | 618                      | 17,27      | 36               | 12206      | 12220        |
| Valzergues                                      | 204                      | 6,49       | 31               | 12289      | 12220        |
| Vaureilles                                      | 489                      | 14,24      | 34               | 12290      | 12220        |
| Communauté de communes du Plateau de Montbazens | 6.206                    | 187,87     | 33               | –          | –            |